# André Vandeweyer
André Vandeweyer (Tienen, 21 giugno 1909 – 22 ottobre 1992) è stato un calciatore e allenatore di calcio belga. Era soprannominato "Zaza".

## Carriera

### Giocatore
Vandeweyer giocò per l'Union Saint-Gilloise, il RFC Hannutois e il RSC Wasmes dove chiuse la carriera nel 1946.
Con la Nazionale belga, disputò il Mondiale 1934 e quello del 1938.

### Allenatore
Dopo la seconda guerra mondiale, Vandeweyer fu allenatore dell'Union Saint-Gilloise per ben 12 anni. Successivamente, succedette a Doug Livingstone alla guida del Belgio.

## Palmarès

### Giocatore
- Campionato belga: 3

Royale Union Saint-Gilloise: 1933, 1934, 1935